# Amaury Germán Aristy
Amaury Germán Aristy (Padre Las Casas, {dni|13|4|1947|si} – São Domingos, 12 de janeiro de 1972) foi um dos revolucionarios que de mais perto seguiram o futuro presidente coronel Francisco Caamaño e um dos líderes na Revolução de Abril de 1965 na República Dominicana que o levaram ao poder.[carece de fontes?]